# Casa al carrer de Cervantes, 8 (Colomers)
La Casa al Carrer Cervantes, 8 és una obra renaixentista de Colomers (Baix Empordà) inclosa a l'Inventari del Patrimoni Arquitectònic de Catalunya.

## Descripció
Edifici situat a la banda SE de Colomers. Al carrer de Cervantes. És una construcció de planta irregular, amb coberta de teula i que consta de planta baixa i dos pisos. La façana, de composició simètrica, presenta a la planta baixa la porta d'accés d'arc de mig punt amb grans dovelles de pedra. A la dovella central hi ha una garlanda en relleu amb la inscripció de l'any 1569. tanmateix, l'element és remarcable de la façana és la finestra del primer pis, d'estil renaixentista, flanquejada per dues pilastres que sostenen un entaulament clàssic. Al segon pis hi ha una obertura molt modificada.

## Història
Cal sitar l'origen de la casa en el segle xvi, etapa important en el desenvolupament del nucli, com ho demostra l'existència de nombroses inscripcions a les cases de Colomers amb dates relatives a aquest període.
Damunt la porta d'accés aquest habitatge en concret figura la data 1569.